# 伊龙河
伊龙河（法語：Yron，法語發音：[iʁɔ̃]）是法国大東部大區默尔特-摩泽尔省与默兹省的河流，是奥恩河的右支流，长37.4千米。